# Volker Nürnberg
Volker Thorsten Nürnberg (* 6. November 1968 in Stuttgart) ist ein deutscher Wirtschaftswissenschaftler im Bereich der Gesundheitsökonomie mit den Spezialgebieten Digitalisierung im Gesundheitswesen, Qualitätsmanagement und Gesundheitsprävention.

## Biografie
Nürnberg wuchs mit zwei Geschwistern in Karlsbad bei Karlsruhe auf. Nach dem Abitur absolvierte er den Zivildienst in der Pflege im Krankenhaus am Ort. Während seines Wirtschaftsstudiums an den Universitäten Heidelberg und Karlsruhe blieb er jahrelang durch seine pflegerische Nebentätigkeit mit dem heutigen SRH-Klinikum verbunden. Im Jahr 2010 schloss er seine akademische Ausbildung mit der Promotion zum Dr. phil. ab.
Nürnbergs berufliche Laufbahn umfasst neben Lehrtätigkeiten an diversen Hochschulen auch leitende Top-Management-Positionen, darunter die des Geschäftsführers bei gesetzlichen Krankenkasse: AOK und BKK und Prokurist bei der internationalen Beratung Mercer (Head of Health and Benefits Europe). Er war Partner und Teilhaber der größten deutschen Wirtschaftsprüfungsgesellschaft BDO sowie Head of Healthcare bei der Strategieberatung BearingPoint.
Nürnberg hat einen Lehrauftrag an der Fakultät School of Medicine and Health der Technischen Universität München. Dort unterrichtet er bis heute Qualitätsmanagement, Management im Gesundheitswesen und Pflegemanagement. Er doziert auch freiberuflich an der Bayerischen Landesärztekammer in München. Im Jahr 2011 kam der erste Ruf als Professor für strategisches Management an die Hochschule für angewandtes Management nach Erding/Ismaning. Seit 2019 ist Nürnberg Professor an der Allensbach Hochschule in Konstanz. Er lehrt dort Betriebswirtschaftslehre mit dem Schwerpunkt Gesundheitswesen.
Seit mehr als 25 Jahren beschäftigt sich Nürnberg mit den vielfältigen Facetten des Sektors Gesundheit. Neben der Betreuung von Start-Ups und dem Consulting ist Nürnberg regelmäßig als Buchautor, Speaker, Moderator, Berater und Gutachter in Erscheinung getreten, unter anderem in Rundfunk und Fernsehen sowie in den sozialen Netzwerken. Mit der zunehmenden Bedeutung des Homeoffice machte sich Nürnberg für die Einführung eines „Homeoffice-Führerscheins“ stark, der sicherstellen soll, dass bei dieser Arbeitsform gesundheitliche Aspekte nicht außen vor bleiben (New Work).
Darüber hinaus engagiert sich Nürnberg karitativ: An der TU München fungiert er regelmäßig als Supervisor für talentierte Studierende aus aller Welt, die innerhalb der als Exzellenzuniversität ausgezeichneten „TUM: Junge Akademie“ Lösungen für die Herausforderungen unserer Zeit finden wollen.
Im Februar 2025 wurde Volker Nürnberg in die Ethik-Kommission des Bundesministeriums für Gesundheit berufen, wo er seit Juli 2025 für fünf Jahre als Mitglied tätig sein wird.
Die Frage nach der Qualität im Gesundheitswesen ist ein Fokus von Nürnbergs Arbeiten zur Gesundheitsökonomie. So forschte er beispielsweise jahrelang mit Jürgen Harms zum Thema der ärztlichen Zweitmeinung; er gilt als Gründer der Zentralen Prüfstelle Prävention (ZPP) und ist Jury-Verantwortlicher u. a. beim Corporate Health Award, welcher Unternehmen auszeichnet, die innovative und nachhaltige Gesundheitskonzepte beispielgebend umsetzen.

## Auszeichnungen
Vom Personalmagazin der Website haufe.de wurde Nürnberg 2021 unter dem Titel 'Gesundheitspapst'  und 2025 unter der Schlagzeile 'Gesundheit!' in die Liste der 40 wichtigsten HR-Köpfe im deutschsprachigen Raum gewählt.
Die BDO AG Wirtschaftsprüfungsgesellschaft, in der Nürnberg tätig war, erhielt beim Ideenwettbewerb „Anwendungskonzepte für Blockchain-Technologien im deutschen Gesundheitswesen“ des Bundesgesundheitsministeriums den dritten Platz für ihr Konzept zur digitalen Krankschreibung.

## Veröffentlichungen (Auswahl)

### Bücher
- Volker Nürnberg, Barbara Schneider: Kundenmanagement im Krankenhaus. Service, Qualität, Erreichbarkeit. Springer-Verlag, Heidelberg 2014, ISBN 978-3658051310
- David Matusiewicz (Hrsg.)/Stephanie Nobis/Volker Nürnberg (Hrsg.): Gesundheit und Arbeit 4.0. Wenn Digitalisierung auf Mitarbeitergesundheit trifft. medhochzwei Verlag, Blaufeldern 2018, ISBN 978-3-86216-413-4
- Volker Nürnberg, Anna Bartenschläger: Biotality-Index: Entwicklung eines Tests zur Bestimmung von individuellen und arbeitsbezogenen Vitalparametern. Springer-Verlag, Heidelberg 2019, ISBN 978-3658255763
- Volker Nürnberg: Agiles HR-Management. Haufe., Freiburg 2019, ISBN 978-3648123959
- Volker Nürnber,  Marie-Theres Meier: Patientenrecht Zweitmeinung. Springer-Verlag, Heidelberg 2021, ISBN 978-3658144258
- David Matusiewicz, Claudia Kardys, Volker Nürnberg (Hrsg.): Betriebliches Gesundheitsmanagement: analog und digital. Medizinisch wissenschaftliche Verlagsgesellschaft, Berlin 2021, ISBN 978-3-95466-506-8
- Andreas Storm, Volker Nürnberg: Gesundheitsreport 2024: Analyse der Arbeitsunfähigkeiten. Gesundheitsrisiko Hitze. Arbeitswelt im Klimawandel. Aus der Reihe: Beiträge zur Gesundheitsökonomie und Versorgungsforschung, Band 48, medhochzwei Verlag, Blaufeldern 2024, ISBN 978-3-98800-080-4

### Artikel in Zeitschriften (Auswahl)
- Robin Heber, Karl Blum, Volker Nürnberg. Über Geld spricht man (nicht)? Gehaltsniveau in der Krankenhausgeschäftsführung, In: KU Gesundheitsmanagement, Heft 04 2022, mgo-Fachverlage, Kulmbach 2022.
- Volker Nürnberg/Daniela Schulz/Tina Fröhlich: bKV Boom in Zeiten des Fachkräftemangels und GKV Finanzierungskrisein. In: Zeitschrift für Versicherungswesen (4/2023), Allgemeiner Fachverlag Dr. Rolf Mathern, Hamburg 2023.
- Volker Nürnberg: Wer finanziert Prävention? In: Healthcare Magazin 4/2023.
- Volker Nürnberg: SAP S4HANA Transformation und das Wartungsende von SAP IS – H – Möglichkeiten für Kliniken. In: Krankenhaus IT – Journal 2/2023, Antares Computerverlag, Dietzenbach 2023.
- Volker Nürnberg/Ute Wiedemann: Post Covid und psychische Erkrankungen im betrieblichen Setting – Ansätze der Intervention. In: Welt der Krankenversicherung, medhochzwei Verlag, Blaufeldern 2023.
- Zweitmeinung unerlässlich, wenn Medizin qualitativ besser werden soll, Ein Gastkommentar von Prof. med. Jürgen Harms, Prof. Volker Nürnberg und Noemi Levai, B.A., Ärztezeitung vom 4. April 2024, Spinger-Medizin-Verlag, Neu-Isenburg 2024.

### Online-Artikel (Auswahl)
- Volker Nürnberg, Alexander Tamdiji: Connected Devices bei Long und Post Covid. Ehalthcom 1/23, Health-Care-Com Offenbach 2023, (online).